# Anthrax cuthbertsoni
Anthrax cuthbertsoni är en tvåvingeart som beskrevs av Hesse 1956. Anthrax cuthbertsoni ingår i släktet Anthrax och familjen svävflugor. Inga underarter finns listade i Catalogue of Life.